# Grewia ogadenensis
Grewia ogadenensis là một loài thực vật có hoa trong họ Cẩm quỳ. Loài này được Sebsebe mô tả khoa học đầu tiên năm 1988.